# Kalundborg Folkeblad
Kalundborg Folkeblad var et mindre lokalt dagblad, der inden sin nedlæggelse udkom seks dage om ugen i cirka 7.500 eksemplarer. Mandag til fredag udkom avisen om eftermiddagen, om lørdagen som morgenavis. Avisen dækkede fra Svinninge i øst til Samsø i vest og fra Sejerø i nord til og med Høng, Gørlev og Dianalund i syd, og dækkede således primært Kalundborg Kommune. 
Med over 20.000 daglige læsere[kilde mangler] var det cirka halvdelen af den voksne befolkning i området, der læser avisen. Dermed var Kalundborg Folkeblad et af de bedst dækkende lokale dagblade i Danmark.[kilde mangler]
Avisen blev udgivet af A/S Medieselskabet Nordvestsjælland.
Kalundborg Folkeblad udkom første gang i 1907. Avisens hovedsæde er bladhuset på hjørnet af Skibbrogade og Bredgade i Kalundborg. Huset blev bygget i 1903; den gang hjørnet af Skibbrogade og Pavestræde.
I slutningen af 2011 besluttede udgiveren A/S Medieselskabet Nordvestsjælland at standse udgivelse af Kalundborg Folkeblad, og i stedet at slå avisen sammen med Venstrebladet, der ligeledes blev udgivet af A/S Medieselskabet Nordvestsjælland. Den sammenlagte avis fik navnet Nordvestnyt. Kalundborg Folkieblad udkom sidste gang den 2. september 2011.